# Bogense Avis
Bogense Avis var en dansk avis, der udkom fra 1. juni 1859 til 30. september 1960. Avisen blev udgivet i Bogense. Politisk var den nationalliberalt indstillet og tilknyttet partiet Venstre. 
Bogense Avis havde en håndbetjent trykpresse fra slutningen af 1700-tallet, som nu er en del af samlingen på Nordfyns Museum i Bogense.
Avisen blev grundlagt af typograf Ditlevsen i 1859 på en kongelig bevilling. Fra starten havde avisen økonomiske problemer og redaktør Ditlevsens kone måtte bidrage til avisens drift med en modeforretning i samme bygning. Et par år senere solgte Ditlevsen avisen til typograf Grün. Han blev i 1864 indkaldt til militærtjeneste, men deserterede over på den tyske side og faldt i unåde i Bogense og var tvunget til at sælge avisen.
Bogense Avis fik derefter en længere stabil periode med redaktør Chr. Lehmann Pagh som ejer. Efter 1945 skete der en stor udskiftning på redaktionen, og den stigende konkurrence på avismarkedet gjorde at udgivelsen af Bogense Avis ophørte i 1960. Sidste redaktør var Egon Mathiasen.

## Ekstern henvisning og kilde
- Ugeavisen Nordfyn Arkiveret 12. marts 2012 hos  Wayback Machine